# El Parían (Tlaquepaque)
El Parían en Tlaquepaque, Jalisco, es un centro turístico y cultural, famoso por sus tiendas de artesanías, restaurantes y bares. Por lo tanto, no solo puedes encontrar hermosas artesanías locales, sino que también puedes disfrutar de una variedad de alimentos y bebidas.
Los restaurantes y bares del Parían ofrecen una gran variedad de platillos de la gastronomía mexicana, y en particular, de la región de Jalisco. Los visitantes pueden disfrutar de platillos como birria, pozole, tacos, enchiladas, tequila y más. También es común que los visitantes disfruten de espectáculos de música mariachi mientras comen o beben en el lugar.
Entonces, aunque el Parían no es un "mercado de alimentos" en el sentido tradicional de la palabra, definitivamente es un lugar donde los visitantes pueden disfrutar de una gran variedad de alimentos y bebidas regionales, junto con música en vivo y hermosas artesanías.

## Historia
El edificio del Parían fue construido en 1878 durante el gobierno de Jacobo Gálvez. Originalmente, el lugar era un mercado al aire libre donde los comerciantes locales vendían sus productos, desde frutas y verduras hasta cerámica y otros productos artesanales. De hecho, el nombre "Parían" proviene de un término utilizado durante la época colonial para referirse a los mercados donde se vendían productos de Asia.
Con el tiempo, el Parían evolucionó hasta convertirse en el lugar que conocemos hoy. La estructura de estilo colonial que alberga el Parían fue remodelada en la década de 1960 para acomodar restaurantes y bares, además de tiendas de artesanía. Este cambio lo convirtió en un importante centro turístico y cultural, atrayendo a visitantes tanto locales como internacionales.
Hoy en día, el Parían de Tlaquepaque es un punto de referencia en Jalisco y un lugar para disfrutar de la gastronomía local, comprar artesanías, y disfrutar de música en vivo, especialmente mariachi. El lugar tiene un patio central, rodeado por una serie de tiendas y restaurantes, que lo convierten en un espacio vibrante y animado. Es un lugar importante para apreciar la rica cultura y tradiciones de Jalisco.